# أحمد حمزة (سياسي)
أحمد حمزة هو سياسي ماليزي، ولد في 27 سبتمبر 1948 في ملقا في ماليزيا. نشط حزبياً في المنظمة الوطنية الملايوية المتحدة. وقد انتخب عضو ديوان الرعية ‏ عن دائرة Jasin (federal constituency) ‏ وقد انضم خلال فترته النيابية ‏ للكتلة البرلمانية الجبهة الوطنية.